# Arnon Bandasak
Arnon Bandasak (thailändisch อานนท์ บรรดาศักดิ์; * 22. Dezember 1982 in Chiangrai) ist ein thailändischer Fußballtrainer.

## Karriere
Arnon Bandasak begann seine Trainerlaufbahn 2009 als Co-Trainer der thailändischen U16-Nationalmannschaft. 2010 wechselte er in die zweite thailändische Liga, wo er Co-Trainer bei Chiangrai United in Chiangrai wurde. Am Ende der Saison 2010 stieg er mit dem Verein in die erste Liga auf. Von 2012 bis 2013 war er ebenfalls Co-Trainer beim Ligakonkurrenten Osotspa-Saraburi FC. 2014 wechselte er zum Zweitligisten Navy FC nach Sattahip. Hier hatte er ebenfalls das Amt des Co-Trainers inne. Ende 2014 wurde er mit der Navy Tabellendritter und stieg in die erste Liga auf. Am 1. Januar 2017 übernahm er das Amt des Cheftrainers beim Drittligisten Samut Sakhon FC. Am Ende der Saison wurde er mit dem Verein aus Samut Sakhon Meister der Lower Region und stieg in die zweite Liga auf. Nach dem Aufstieg verließ er den Verein und schloss sich dem Drittligisten Phrae United FC an. 2019 wurde er mit dem Verein aus Phrae Vizemeister der Upper Region und stieg anschließend in die zweite Liga auf. Ende Dezember 2021 ging er nach Rayong, wo er bis 23. Februar 2022 Co-Trainer unter dem Japaner Masami Taki beim Zweitligisten Rayong FC war. Am 23. Februar 2022 wurde er Cheftrainer beim Zweitligisten Customs Ladkrabang United FC in Bangkok. Das Amt übte er bis Ende Mai 2022 aus. Im Juni 2022 wechselte er erneut zum Phrae United FC. Bei dem Zweitligisten aus Phrae war er vom 1. Juni 2022 bis 7. März 2023 Technischer Direktor. Bereits im September 2022 übernahm er bei Phrae das Amt des Interimstrainers. Am 30. Juni 2023 verpflichtete ihn der Drittligist Phitsanulok FC als Cheftrainer. Mit dem Klub trat er in der Northern Region der Liga an. Ende Oktober 2023 wurde sein Vertrag aufgelöst. Mitte November 2023 übernahm er den Zweitligisten Krabi FC. Bei dem Klub aus Krabi stand er 15-mal an der Seitenlinie. Anfang März 2024 wurde sein Vertrag bei dem Zweitligisten aufgelöst. Wenige Tage später unterschrieb er einen Vertrag beim ebenfalls in der zweiten Liga spielenden Customs United FC. Am Ende der Saison musste er mit dem Klub in die dritte Liga absteigen. Nach dem Abstieg wurde sein Vertrag nicht verlängert. Zwei Wochen später, Mitte Juli 2024, übernahm er den Drittligisten Rasisalai United FC. Mit dem Verein spielt er in der North/Eastern Region der Liga.

## Erfolge
Samut Sakhon FC
- Thai League 3 – Lower: 2017  ▲

Phrae United FC
- Thai League 3 – Upper: 2019  (Vizemeister)  ▲

Rasisalai United FC
- Thai League 3: 2024/25  ▲